# ジュリア・ロバーツ
ジュリア・フィオナ・ロバーツ（Julia Fiona Roberts, 1967年10月28日 - ）は、アメリカ合衆国の女優。ジョージア州アトランタ近郊のスマーナ出身。兄のエリック、姉のリサ、姪のエマも俳優。

## 来歴

### 生い立ち
アトランタの演技学校経営者の元役者夫婦の末女として生まれた。ジュリアが幼い頃両親が不仲になり、1972年に正式に離婚（父親はジュリアが10歳のときに44歳で病死）。
母親は同年に11歳年下の男性と再婚し、ジュリアの下に妹ナンシーが生まれたが、継父はアル中で暴力的な男で、それを嫌って兄のエリックは家を出たが、母親が離婚する1983年までジュリアは辛い思春期を送った。
役者になった兄のエリック（現在は不仲とのこと）を訪ねて行くうちに自分も役者を志すようになったと言う。1984年放送の『特捜刑事マイアミ・バイス』シーズン4第22話「Mirror Image (2)」にてゲスト出演。高校卒業後にニューヨークに出て演劇学校に通いながらオーディションを受ける日々を送る。

### 映画デビュー

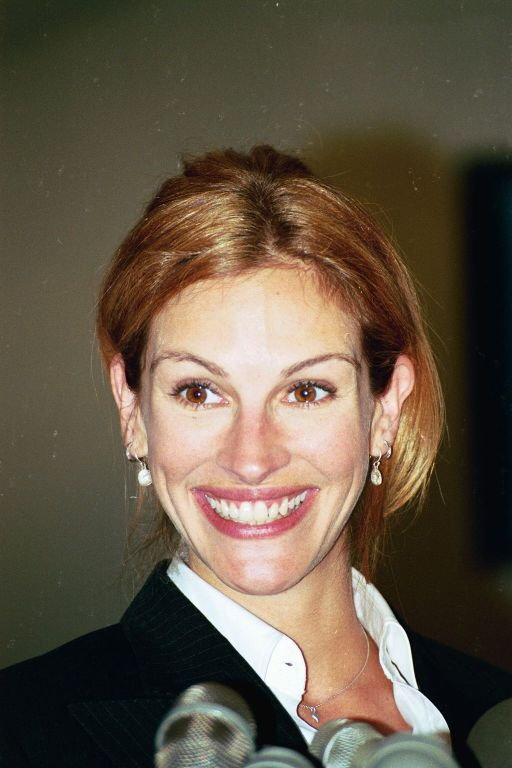
2002年

1988年に映画デビューし、翌年の『マグノリアの花たち』でゴールデングローブ賞 助演女優賞を受賞して注目される（自身初のアカデミー賞候補にもなった）。
そして1990年、リチャード・ギアと共演した『プリティ・ウーマン』で、エレガントに変身する娼婦を演じ、彼女の当たり役となる。映画は大ヒット、彼女自身もアカデミー賞にノミネートされ、スターの座をつかむ。2001年には『エリン・ブロコビッチ』で同賞の主演女優賞を受賞。
2006年に出産後初の仕事としてブロードウェイの舞台作品『Three Days of Rain』に出演し、ブロードウェイ・デビューを果たした。舞台役者ではない彼女に対する劇評は芳しくなかったが、チケットは最初の週だけで驚異的な売り上げを記録し、商業的には大成功している。
2010年8月、2009年にインドで撮影が行われた映画『食べて、祈って、恋をして』のプロモーションのため初来日した。キャリアが長いにも拘わらず一度も訪日経験がなかったため、理由は不明であるが何故か日本嫌いだという噂がネット上で存在していた。そのため、来日は洋画ファンを喜ばせた。

## 私生活
これまでキーファー・サザーランド、リーアム・ニーソン、ダニエル・デイ＝ルイス、ディラン・マクダーモット、ジェイソン・パトリック、ベンジャミン・ブラットらとの交際歴がある。キーファー・サザーランドとは1991年4月に婚約するも、式の3日前「自分に正直でありたい」と式をキャンセル。その4日後にキーファーの友人でもあるジェイソン・パトリックとアイルランドへ旅立つ。
1993年にカントリー歌手のライル・ラヴェットと結婚したが、1995年にわずか2年で離婚。1998年から2001年まで俳優のベンジャミン・ブラットと交際 。
2002年には映画カメラマンのダニエル・モダーと不倫の末に結婚し、2004年11月に男女の双子を出産。2007年6月18日に次男を出産。
2014年2月、妹ナンシー・モーツが薬物自殺。遺書にはジュリアのせいだと記されていた。ナンシーは幼い頃よりジュリアに肥満をバカにされ傷ついてきたと以前から訴えていた。後にジュリアは若い頃、キャリア構築に夢中でがむしゃらだった頃の自分を思い出し、「私は超がつく生意気なクソガキ、若い頃は本当に自己中心的な人間だったわ」と反省を口にしている。
『幸せの教室』で共演しているトム・ハンクスとは長年の友人で、家族ぐるみの付き合いだという。
欧米の女優には珍しい麻雀愛好家という意外な一面を持つ。

## 宗教
『食べて、祈って、恋をして』の撮影の時に、ヒンドゥー教に改宗している。この映画のロケでヒンドゥー教と出会ったわけではなく、かねてヒンドゥー教に興味を持ち学んでいたのだと語っている。ヒンドゥー教に興味を持つきっかけになったのはニーム・カロリ・ババの写真を見た事だという。彼女の子どもたちもヒンドゥー教徒としての名前を持っているという。ロバーツが立てた制作会社「レッド・オーム・フィルムズ」でもインド宗教の聖音「オーム」を社名に入れている。
ヒンドゥー教式の結婚式を挙げながらも早期に離婚したケイティ・ペリーとラッセル・ブランドについて、ヒンドゥー教における結婚式の重さが分かっていない、と怒りを示すなど信仰面で厳格な一面も持つ。こうした真摯さを評価し、アメリカのヒンドゥー教団体「ユニバーサル・ソサエティー・オブ・ヒンドゥーイズム」の指導者ラジャン・ゼッドは彼女に栄誉を与えている。

## 資産・金銭
2001年6月、豪華なハイテク仕様のトレーラー車を35万ドル（日本円で約4,200万円）で購入した。このトレーラー車には3つの寝室、大きな大理石のバスルーム、デラックスなキッチン、6人がけのダイニング・ルーム、衛星放送アンテナ、自動進路設定システム、ルーフ・トップが付いたジャクージなどが付いている。
2005年12月、『ハリウッド・リポーター』紙が「最も出演料の高い女優ランキング」を発表し、映画1本の出演料が2000万ドルで1位になった。
2007年1月、米経済誌『フォーブス』誌がエンターテイメント界で活躍する女性で資産の多い女性トップ20を発表し、総資産169億円で8位にランクインしている。
2010年2月、『ウィークリー・ワールド・ニューズ』によると、映画『バレンタインデー』に出演したジュリアだが、わずか6分間の出演で300万ドル（日本円で約2億7,000万円）の出演料を受け取った。これは1分あたり約4,500万円、単語ひとつあたり約108万円という計算になるといい、映画の製作費が5,000万ドル（日本円で約45億円）であることからも破格の契約だった。
2010年11月、『デイリー・メール』紙によると、イタリアのコーヒーメーカーのラバッツァのクリスマス用コマーシャルに出演した。コマーシャルの設定は「雲の上」で画家サンドロ・ボッティチェッリがロバーツ演じる女神をモデルに名画「春」を描こうとするもので笑顔を見せない女神に弱り顔のボッティチェッリだが、女神はコーヒーを一口飲むと大きな笑顔になり、再びボッティチェッリが描き始めるという内容になっている。長さは45秒でロバーツにセリフはないが、ギャラは120万ユーロ（日本円で約1億3250万円）だった。
2011年7月、米経済誌『フォーブス』誌電子版が「ハリウッド女優の所得番付」を発表し、2,000万ドル（日本円で約16億円）を稼いで5位にランクインした。

## 主な出演作品
| 公開年 | 邦題 原題                                                      | 役名                                  | 備考 | 吹き替え |
| ------ | -------------------------------------------------------------- | ------------------------------------- | --- | --- |
| 1987   | ファイヤー・ハウス/全員集合 Firehouse                          | バブス                                | | |
| 1988   | ミスティック・ピザ Mystic Pizza                                | デイジー・アルージョ                  | | 高島雅羅 |
| 1988   | サティスファクション Satisfaction                              | ダリル                                | | |
| 1988   | ホンキートンク天国 Baja Oklahoma                               | キャンディ                            | テレビ映画 | |
| 1989   | ブラッド・レッド/復讐の銃弾 Blood Red                          | マリア                                | | |
| 1989   | マグノリアの花たち Steel Magnolias                             | シェルビー                            | ゴールデングローブ賞 助演女優賞 受賞 | 高島雅羅（ソフト版） 岡本茉利（機内版）                                                                       |
| 1990   | プリティ・ウーマン Pretty Woman                                | ヴィヴィアン・ワード                  | ゴールデングローブ賞 主演女優賞（ミュージカル・コメディ部門） 受賞 | 戸田恵子（ソフト版） 高島雅羅（フジテレビ版） 浅野ゆう子（TBS版） 深見梨加（テレビ朝日版） 幸田直子（機内版） |
| 1990   | フラットライナーズ Flatliners                                  | レイチェル・マナス                    | | 土井美加（ソフト版） 岡本麻弥（日本テレビ版）                                                                 |
| 1991   | フック Hook                                                    | ティンカーベル                        | | 土井美加 |
| 1991   | 愛の選択 Dying Young (The Choice of Love)                      | ヒラリー・オニール                    | | 戸田恵子 |
| 1991   | 愛がこわれるとき Sleeping with the Enemy                       | サラ・ウォーターズ / ローラ・バーニー | | 土井美加（ソフト版） 勝生真沙子（テレビ朝日版）                                                               |
| 1992   | ザ・プレイヤー The Player                                      | 本人役                                | 「作中で製作されている映画に出演している本人」としてゲスト出演 | TBA（ソフト版） 紗ゆり（テレビ朝日版）                                                                        |
| 1993   | ペリカン文書 The Pelican Brief                                 | ダービー・ショー                      | | 日野由利加（ソフト版） 田中敦子（テレビ朝日版）                                                               |
| 1994   | プレタポルテ Prêt-à-Porter                                     | アン・アイゼンハウアー                | | 高島雅羅 |
| 1994   | アイ・ラブ・トラブル I Love Trouble                            | サブリナ・ピーターソン                | | 竹村叔子 |
| 1995   | 愛に迷った時 Something to Talk About                           | グレース・ビション                    | | 塩田朋子 |
| 1996   | 世界中がアイ・ラヴ・ユー Everyone Says I Love You              | フォン・シデール                      | | 高島雅羅 |
| 1996   | マイケル・コリンズ Michael Collins                             | キティ・キーナン                      | | 勝生真沙子 |
| 1996   | ジキル&ハイド Mary Reilly                                      | メアリー・ライリー                    | | 勝生真沙子 |
| 1997   | 陰謀のセオリー Conspiracy Theory                               | アリス・サットン                      | | 勝生真沙子（ソフト版） 田中敦子（テレビ朝日版）                                                               |
| 1997   | ベスト・フレンズ・ウェディング My Best Friend's Wedding        | ジュリアン・ポーター                  | | 戸田恵子 |
| 1998   | グッドナイト・ムーン Stepmom                                   | イザベル・ケリー                      | | 土井美加 |
| 1999   | プリティ・ブライド Runaway Bride                               | マギー・カーペンター                  | | 飯島直子（ソフト版） 戸田恵子（機内版）                                                                       |
| 1999   | ノッティングヒルの恋人 Notting Hill                            | アナ・スコット                        | | 戸田恵子（ソフト版、日本テレビ版） 深見梨加（機内版）                                                         |
| 2000   | エリン・ブロコビッチ Erin Brockovich                           | エリン・ブロコビッチ                  | アカデミー主演女優賞 受賞 ゴールデングローブ賞 主演女優賞（ドラマ部門） 受賞 英国アカデミー賞 主演女優賞 受賞 ナショナル・ボード・オブ・レビュー 主演女優賞 受賞 全米映画俳優組合賞主演女優賞 受賞 ロサンゼルス映画批評家協会賞 主演女優賞 受賞 | 土井美加（ソフト版） 戸田恵子（テレビ朝日版）                                                                 |
| 2001   | オーシャンズ11 Ocean's Eleven                                  | テス・オーシャン                      | | 佐々木優子（ソフト版） 勝生真沙子（フジテレビ版）                                                             |
| 2001   | アメリカン・スウィートハート America's Sweethearts             | キャサリーン・ハリソン                | | 田中敦子 |
| 2001   | ザ・メキシカン The Mexican                                     | サマンサ・バーゼル                    | | 土井美加（ソフト版） 田中敦子（テレビ朝日版）                                                                 |
| 2002   | ホーキーのおくりもの Grand Champion                            | ジョリーン                            | | 小橋知子 |
| 2002   | コンフェッション Confessions of a Dangerous Mind               | パトリシア・ワトソン                  | | 土井美加 |
| 2002   | フル・フロンタル Full Frontal                                  | キャサリン / フランチェスカ           | | 戸田恵子 |
| 2003   | モナリザ・スマイル Mona Lisa Smile                             | キャサリン・アン・ワトソン            | | 佐々木優子（ソフト版） 深見梨加（機内版）                                                                     |
| 2004   | オーシャンズ12 Ocean's Twelve                                  | テス・オーシャン                      | | 佐々木優子（ソフト版） 勝生真沙子（日本テレビ版）                                                             |
| 2004   | クローサー Closer                                              | アンナ・キャメロン                    | | 黒谷友香 |
| 2006   | シャーロットのおくりもの Charlotte's Web                       | 蜘蛛のシャーロット                    | 声の出演 | 鶴田真由 |
| 2007   | チャーリー・ウィルソンズ・ウォー Charlie Wilson's War          | ジョアン・ヘリング                    | | 塩田朋子 |
| 2008   | しあわせの帰る場所 Fireflies in the Garden                     | リサ・テイラー                        | | |
| 2009   | デュプリシティ 〜スパイは、スパイに嘘をつく〜 Duplicity        | クレア・ステンウィック                | | 土井美加 |
| 2010   | バレンタインデー Valentine's Day                               | ケイト・ヘイゼルタイン                | | 田中敦子 |
| 2010   | 食べて、祈って、恋をして Eat Pray Love                         | エリザベス・ギルバート                | | 佐々木優子 |
| 2011   | 幸せの教室 Larry Crowne                                        | メルセデス・テイノー                  | | 戸田恵子 |
| 2012   | 白雪姫と鏡の女王 Mirror Mirror                                 | 女王                                  | | 深見梨加 |
| 2013   | 8月の家族たち August: Osage County                             | バーバラ・ウェストン                  | | 山像かおり |
| 2014   | ノーマル・ハート The Normal Heart                              | エマ・ブルックナー医師                | テレビ映画 | |
| 2015   | シークレット・アイズ Secret in Their Eyes                      | ジェシカ・“ジェス”・コブ              | | 山像かおり |
| 2016   | マザーズ・デイ Mother's Day                                    | ミランダ・コリンズ                    | | 土井美加 |
| 2016   | マネーモンスター Money Monster                                 | パティ・フェン                        | | 深見梨加 |
| 2017   | スマーフ スマーフェットと秘密の大冒険 Smurfs: The Lost Village | スマーフ・ウィロー                    | 声の出演 | 高垣彩陽 |
| 2017   | ワンダー 君は太陽 Wonder                                       | イザベル・プルマン                    | | 深見梨加 |
| 2018   | ベン・イズ・バック Ben is Back                                 | ホリー・バーンズ                      | | 深見梨加 |
| 2018   | ホームカミング Homecoming                                      | ハイディ・バーグマン                  | 配信ドラマ | 山像かおり |
| 2022   | チケット・トゥ・パラダイス Ticket to Paradise                  | ジョージア                            | 兼製作 | 深見梨加 |
| 2023   | 終わらない週末 Leave the World Behind                          | アマンダ・サンドフォード              | 兼製作 Netflixオリジナル映画 | 田中敦子 |